# Hangyási László Botond
Hangyási László Botond (Baja, 1956. december 8. –) nyolc danos cselgáncsedző. Magyarország egyik legsikeresebb judo edzője, korábban maga is válogatott versenyző volt. A sportág első magyar – és 2011-ben még egyetlen – olimpiai bajnokának (Kovács Antal, 1992) és mindkét eddigi felnőtt világbajnokának (Kovács Antal, 1992; Braun Ákos 2005), Magyarország kilencedik felnőtt Európa-bajnokának (Braun Ákos, 2005) edzője. Versenyzői 2012 első feléig 18 érmet nyertek olimpián, felnőtt Európa- és világbajnokságokon. Tanítványai minden korosztályban felállhattak már a világversenyek dobogójára.

## Élete és pályafutása
Hangyási László 1986-ban került Paksra, 1989 óta tölti be a Paksi Atomerőmű SE Judo szakosztályának vezetőedzői posztját. 1992-ben született meg a szakosztály legnagyobb sikere, amikor Kovács Antal a barcelonai olimpián aranyérmet szerzett a -95 kg-osok között. Anti akkoriban még junior volt, de ugyanebben az évben az Európa-bajnoki dobogó harmadik fokára is felállhatott felnőttek között. Azt mondhatjuk, hogy akkoriban kezdődött a szakosztály – és „Laci bácsi” – sikertörténete, ami immáron 20 éve tart. A történet ugyanis 1993-ban folytatódott, Kovács Antit, akit akkoriban csak "Atom Anti"-ként emlegettek, a sportág első magyar világbajnoki aranyérmeseként ünnepelhettük, majd a következő 12 év alatt többször a világranglista élén jegyezték, még három Olimpiára vívta ki az indulás jogát, világbajnoki ezüstérmet szerzett és 6 Európa-bajnoki érmet gyűjtött.
Miközben Anti a pályafutása végéhez közeledett, üstökösként robbant be a mezőnybe Laci bácsi három másik versenyzője, köztük a pályafutását éppen „újrakezdő” Braun Ákos, aki 2005-ben Európa-bajnoki és világbajnoki címet szerezve alig fél év alatt a sportág egyik legmeghatározóbb alakjává vált és a világranglista élére ugrott. Súlycsoportjában korábban még senki sem állhatott fel a dobogó legfelső fokára ugyanabban az évben Európa- és világbajnokságon egyaránt. Az Európai Judo Unió az év judósának választotta, Magyarországon az Év Férfi Sportolója címmel jutalmazták a teljesítményét. Ugyanebben az olimpiai ciklusban egyetemi világbajnokságot-, csapatban Európa-bajnoki ezüstérmet nyert, világkupa helyezéseket és Magyar-bajnoki címet szerzett. 2008-ban Európa-bajnoki bronzéremmel gyarapította éremkollekcióját.
Ákost kísérte két junior-korú versenyző, Mészáros Anett és Bor Barna, akik akkoriban kerültek Hangyási László „műhelyébe”. Anett és Barna ugyanazon az Európa-bajnokságon, ahol Ákos aranyérmet szerzett, bronz, illetve ötödik helyezést értek el és azóta is a világ élvonalában versenyeznek. Ezen az Európa-bajnokságon Kovács Antallal együtt 4 paksi versenyző léphetett tatamira! Anett a 2008-as Olimpiai játékokig edzett Laci bácsinál. Ez alatt az idő alatt számos korosztályos érmet, egy felnőtt világbajnoki bronzérmet, illetve a pekingi olimpián hetedik helyezést szerzett, az Olimpia után haza költözött Budapestre. Bor Barna egy ideig még a korosztályos világversenyek érmeit gyűjtögette, többek között három Európa-bajnoki címet szerzett a 23 év alattiak kategóriájában, amit korábban még senki nem tudott megcsinálni. Ma világranglista hatodikként a második Olimpiájára készül Laci bácsival és klubtársával, Csoknyai László val. Barna az elmúlt három évben (2010, 2011, 2012) mindháromszor Európa-bajnoki döntőt vívott és 2011-ben a világbajnoki ezüstérmet is nyakába akasztották. 2012-ig csupán 6 alkalommal vívhatott magyar judós világbajnoki döntőt, ebből 4 alkalommal Laci-bá’ ült az edzői széken és kétszer az aranyat is sikerült haza hozniuk. 2012-ben, Hangyási László hatodik Olimpiájára készül versenyzőivel. Hét magyar cselgáncsos szerzett kvótát a londoni Olimpiára, közülük ketten, Bor Barna és Csoknyai László, Laci bácsival indulnak majd Paksról…
1993-ban Hangyási László mesteredzői címet kapott. Versenyzői némelyike paksi születésű (mint például Anti és Ákos is), mások fiatal korukban kerültek ide - itt váltak érett versenyzővé, ami tovább emeli a szakosztály ázsióját. 2012-ben éppen a hatodik Olimpiájára készül versenyzőivel sorozatban, Peking után ismét 2 versenyzője lehet ott az ötkarikás játékokon. Az Atomerőmű SE judo szakosztályának sikereiben nagy szerepe van a jól irányított, jól képzett edzői csapat nak és az utánpótlás nevelésnek, amit a későbbiekben felsorolt kiemelt eredmények alá is támasztanak. Az utánpótlás neveléshez szorosan hozzátartozik, hogy 2012-ben immár 27. alkalommal (általában körülbelül 20 ország részvételével) rendezik meg a junior korosztály számára nemzetközi válogató versenyüket, az Atom Kupát, amit az Európai Judo Unió (EJU) kiemelt versenyként kezel.
Hangyási László irányítása alatt átmenetileg szoktak Pakson készülni máshonnan érkező fiatalok is. Annak idején a debreceni nehézsúlyú Csősz Imre is végig csinált Pakson egy hosszabb felkészülési időszakot. Ebben az időszakban nyerte Európa-bajnoki címét Open-kategóriában 1995-ben Birminghamben. Charalambos Papaioannou görög olimpikon több mint egy évig készült Pakson az athéni olimpia előtt. Ebben az időszakban szerezte meg élete első világkupa-aranyérmét. A horvátok 73 kg-os válogatott versenyzője Dragan Crnov is több alkalommal készült már itt rövidebb-hosszabb ideig. Több magyar klub fiatal versenyzői is vettek már részt a paksi felkészülési programban, Madarász Tamás a Debreceni SC-SI versenyzője is az itt eltöltött idő alatt szerezte meg élete első világkupa elsőségét és Grand Prix III. helyezését is.
Hangyási László munkásságát PRO URBE emlékérmével jutalmazta Paks városa 1992-ben. Azon 9 ember egyike, akiknek Paks város kitüntetettjeként 2012-ig Díszpolgári címet adományozott, ezt a címet 1993-ban vehette át. Tanítványai az élsport mellett a világi életben is megtalálják helyüket. Elég két legsikeresebb tanítványát például említenünk: Kovács Antal a világszinten is egyedülálló sportpályafutása mellett a Pécsi Tudományegyetem Közgazdasági Karán szerzett diplomát és doktori címet. 1992-ben Paks város díszpolgárává avatta. Braun Ákos, aki a világon elsőként nyert világbajnoki- és Európa-bajnoki címet a -73 kg-os súlycsoportban, sportpályafutása alatt három diplomát szerzett. 2000-ben Informatikus Mérnökként diplomázott a Gábor Dénes Főiskolán, Szekszárdon, majd Szegedi Tudományegyetemen folytatta tanulmányait, 2003-ban Programozó Matematikus-, 2006-ban pedig Programtervező Matematikus diplomáit vehette át. 2005-ben Paks városa PRO URBE emlékéremmel jutalmazta kiemelkedő teljesítményét.
A judo szakosztály eredményei nagyban hozzájárultak, hogy a Paksi Atomerőmű SE 2001-ben szintén PRO URBE díjat kapott.
Felesége, Hangyási Eszter (született Daróczi Eszter) NB I-es kosárlabdázó, bajnokcsapat tagja, kosárlabdaedző, egy fiuk van.

## Munkásságának kiemelt állomásai
Élsportoló

Európa-bajnoki pontszerző (Debrecen, 1981)

Junior Európa-bajnoki III. (Łódź, 1976)

Minden korosztályban Magyar-bajnok és válogatott versenyző.

Válogatott kerettag több éven keresztül.
1968-ban Baján kezdett el judózni és ebben az évben már meg is szerezte az első nemzeti bajnoki címét, serdülő korosztályban 40 kg-ban.

1975-ben vonultatták be katonának, ekkor a Bp.-Honvéd színeiben versenyzett.

1977-ben szerelt le és haza költözött Bajára, majd rövid időn belül az Ú.-Dózsába hívták, ahova átigazolt.

1981-ben térdoperáción esett át, a műtét után már nem versenyzett a válogatottban, 1982-ig aktív versenyző.

1983-ban kezdett dolgozni Szekszárdon edzőként.

1984-ben indult utoljára I. oszt. egyéni nemzeti bajnokságon, ahol megszerezte Tolna-megye első Magyar-bajnoki címét a sportágban.

1984-86 között a BHSE-nél edzősködött, Hajtós Bertalan felkészítésében szőnyeg-edzőként vett részt. 1986-ban Hajtós Bertalan Európa-bajnoki címet szerzett Belgrádban.

1986-ban jutott először edzői szerephez a junior válogatottban, a Junior Világbajnokságon, Rómában.

1986 óta edző a Paksi Atomerőmű SE kötelékében.

1987 óta szakedző.

1987-ben indult utoljára versenyen, már paksi edzőként, amikor III. oszt. csapatbajnokságot nyert az Atomerőmű SE-vel - már csak hobbiszerűen.

1989 óta az Atomerőmű SE vezetőedzője.

Több éven keresztül MJSZ elnökségi tag.

1992-ben Paks városa „PRO URBE” emlékéremmel ismerte el munkásságát.

1992-ben Kemény Ferenc díjat vehetett át a kiemelkedő nemzetközi eredmények elismeréséül Dr. Horváth Balázs Miniszter Úrtól.

1992-ben Dr. Petz Ernő a Paksi Atomerőmű Rt. vezérigazgatója A Paksi Atomerőmű Rt. 1-es Blokkja Indításának 10. Évfordulójára Jubileumi Céggyűrű” Kitüntetésben részesíti.

1992-ben Az Év Férfi Edzőjének választja a Magyar Judo Szövetség.

1993-ban Kovács Antal nyerte el az „Év Sportolója” címet férfi egyéni kategóriában az Év Sportolója választáson (sportújságírók szavazatai alapján), Hangyási Lászlót a „Legjobb Edzők” között a 3. helyre rangsorolták.

1993-ban Belügyminiszteri kitüntetésben részesül emléktárgy formájában.

1993-ban a Nemzetközi Judo Szövetség (IJF) VI. Dan-nal ismeri el munkásságát.

1993-ban Mesteredzői címet kap. 1961 óta ő a tizedik magyar judo mesteredző, 2009-ig összesen tizennégyen vehették át ezt a kitüntetést.

1993-ban Paks város díszpolgárává avatta.

1993-ban Az Év Férfi Edzőjének választja a Magyar Judo Szövetség.

1993-96 között Férfi Szövetségi Kapitány.

1994-ben Sipos Márton Díj Megyei Kitüntetésben részesíti a Tolna Megyei Önkormányzat Közgyűlése.

1995-ben Kiváló Nevelő Munkájáért kitüntetésben részesíti az Országos Testnevelési és Sporthivatal.

1996-ban Tolna Megye Legjobb Sportolójának Edzője Judo Sportágban.

1997-ben Tolna Megye Legjobb Sportolójának Edzője Judo Sportágban.

1997-2000 között a Magyar Judo Szövetség Szakmai Alelnöke.

2001-ben Tolna Megye Legjobb Sportolójának Edzője Judo Sportágban.

2002-ben Tolna Megye Legjobb Sportolójának Edzője Judo Sportágban.

2003-ban Kiemelkedő Nemzetközi Eredményt Elért Sportolók Felkészítéséért kitüntetésben részesíti a Tolna Megyei Sporthivatal.

2003-ban Tolna Megye Legjobb Sportolójának Edzője Judo Sportágban.

2004. nov.-2005. márc. közötti időszakokban a Magyar Judo Szövetség Szakmai Alelnöke.

2004-ben Az Év Férfi Edzőjének választja a Magyar Judo Szövetség.

2004-ben Tolna Megye Legjobb Sportolójának Edzője Judo Sportágban.

2005-ben Braun Ákost az Európai Judo Unió az Év Judósának választotta.

2005-ben a Nemzeti Sport olvasói szavazatai alapján Hangyási László az Év Edzője, Braun Ákos az Év Második legeredményesebb Sportolója címet nyerte el.

2005-ben Braun Ákos nyerte el az „Év Sportolója” címet férfi egyéni kategóriában az Év Sportolója választáson (sportújságírók szavazatai alapján), Hangyási Lászlót a „Legjobb Edzők” között a 3. helyre rangsorolták.

2005-ben VIII. Dan-nal jutalmazzák munkásságát.

2005-ben Tolna Megye Sporthivatala 2005 Évi Edzői Munkájáért, Versenyzője Kimagasló Nemzetközi Szerepléseiért kitüntetésben részesítette.

2005-ben Az Év Férfi Edzőjének választja a Magyar Judo Szövetség.

2005-ben Tolna Megye Legjobb Sportolójának Edzője Judo Sportágban.

2006-ban A Magyar Judóért ARANY fokozatú kitüntetésében részesíti a Magyar Judo Szövetség.

2007-ben az utánpótlás nevelésben elért sikerek elismeréseként Mészáros Anett nyerte el a Héraklész bajnokprogram fődíját. A program a legtehetségesebb utánpótláskorú fiatalokat és edzőiket támogatja.

2007-ben Tolna Megye Legjobb Sportolójának Edzője Judo Sportágban.

2004-2008-ig Olimpiai sportágfelelős

2008-ban az Európai Judo Unió (EJU) az „Edzői Kiválóságok Díja”-val jutalmazza (Coach Distinction Award), amit magyar edzőként elsőként vehetett át.

2008-ban Tolna Megye Legjobb Sportolójának Edzője Judo Sportágban.

[…]

2011-ben Az Év Férfi Edzőjének választja a Magyar Judo Szövetség.

## Versenyzői eredményei
Felnőtt eredmények:
• Európa-bajnokság

o VII. (Debrecen, 1981)

• Nemzetközi Torna (International Tournament)

o 4x II. (Hungaria Cup, Budapest, 1977; Dutch-Open, Kerkrade, 1981; Int. Tour., East-Berlin, 1981; Czech Cup, Prague, 1981); III. (German-Open, Rüsselsheim, 1980)

• Nemzeti Bajnokság

o I. (1980; 1984)
Junior eredmények:

• Európa-bajnokság

o III. (Łódź, 1976)